# Невероятно, но факт
«Невероятно, но факт» (фр. Incroyable mais vrai) — художественный фильм французского режиссёра Квентина Дюпье, премьера которого состоялась в феврале 2022 года на 72-м Берлинском кинофестивале. Главные роли в картине сыграли Ален Шаба, Леа Дрюкер и Бенуа Мажимель.

## Сюжет
Герои фильма — супруги Ален и Мари, покупающие дом, в подвале которого находится чудесный туннель: спускающийся туда человек переносится на 12 часов в будущее, но при этом становится на три дня моложе. Мари регулярно этим пользуется. Позже выясняется, что туннель омолаживает только кожу, тогда как внутри человек сохраняет свой возраст. Мари, мечтающая стать моделью, обретает внешность 19-летней, но это не приносит ей счастья. У неё происходит нервный срыв, и Ален закрывает туннель.

## В ролях
- Ален Шаба — Ален Дюваль
- Леа Дрюкер — Мари Дюваль
  - Роксана Арналь — Мари Дюваль в 19 лет
- Бенуа Мажимель — Жерар
- Анаис Демустье — Жанна
- Мишель Хазанавичус — фотограф

## Релиз и оценки
Премьерный показ фильма состоялся в феврале 2022 года на 72-м Берлинском кинофестивале. Критики отмечают, что «Невероятно, но факт» — очередное сатирическое высказывание Дюпье «о смехотворной, под определённым углом зрения всегда нелепой природе человеческого существования». Зинаида Пронченко восприняла картину как «пародию на поп-философию Нолана» и свидетельство того, «что Дюпьё плавно выбирается из тени сюрреализма на безжалостный свет реальности». Антон Долин оценил фильм как «скорее неудачный».
На сайте-агрегаторе отзывов Rotten Tomatoes фильм получил рейтинг 96 % при средней оценке 7,3 из 10. На сайте Metacritic его оценили на 75 баллов из 100.